# Renato Cecchetto
Renato Cecchetto, né le 28 octobre 1951 à Adria et mort le 23 janvier 2022 à Rome, est un acteur et comédien de doublage italien.

## Biographie
Renato Cecchetto naît le 28 octobre 1951 à Adria en Vénétie. Dans les années 1970, Renato Cecchetto fréquente l'Académie nationale d'art dramatique Silvio d'Amico et commence sa carrière en travaillant avec des réalisateurs tels que Mario Monicelli et Carlo Vanzina. Cependant, il est surtout connu comme acteur de doublage, et particulièrement pour avoir prêté sa voix au personnage de Shrek et à presque tous les personnages de Disney Pixar interprétés à l'origine par John Ratzenberger, dont Hamm de la série de films Toy Story. À partir de 2014, Cecchetto devient la nouvelle voix italienne de Cleveland Brown de la série animée Les Griffin, en remplacement de Luciano Marchitiello.
Le 23 janvier 2022, Renato Cecchetto meurt des suites d'un accident de cyclomoteur à l'hôpital San Camillo de Rome. Il était âgé de 70 ans.

## Filmographie

### Cinéma
- 1981 : I fichissimi de Carlo Vanzina
- 1981 : Fracchia la belva umana de Neri Parenti
- 1981 : Pierino colpisce ancora de Marino Girolami
- 1982 : Roma dalla finestra de Masuo Ikeda
- 1982 : Grog, de Francesco Laudadio
- 1982 : Amici miei - Atto IIº de Mario Monicelli
- 1982 : La gorilla de Romolo Guerrieri
- 1982 : Buona come il pane de Riccardo Sesani
- 1982 : Caligula, la véritable histoire (Caligola: La storia mai raccontata) de Joe D'Amato
- 1983 : L'Histoire de Piera (Storia di Piera) de Marco Ferreri
- 1983 : Io, Chiara e lo Scuro de Maurizio Ponzi
- 1984 : Ladies & Gentlemen de Tonino Pulci
- 1985 : Fatto su misura de Francesco Laudadio
- 1986 : Il tenente dei carabinieri de Maurizio Ponzi
- 1986 : Italian Fast Food de Lodovico Gasparini
- 1987 : L'estate sta finendo de Bruno Cortini
- 1987 : La Métropole des animaux (Animali metropolitani), de Steno (1987)
- 1988 : Rimini Rimini - Un anno dopo, épisode La scelta de Bruno Corbucci
- 1988 : Topo Galileo de Francesco Laudadio
- 1990 : Fantozzi alla riscossa de Neri Parenti
- 1991 : Abbronzatissimi de Bruno Gaburro
- 1992 : Une famille formidable (Parenti serpenti) de Mario Monicelli
- 1992 : Persone perbene de Francesco Laudadio
- 1993 : Abbronzatissimi 2 - Un anno dopo de Bruno Gaburro
- 1994 : Prestazione straordinaria de Sergio Rubini

## Télévision
- Le Voyage de Louisa, téléfilm français écrit par Azouz Begag, avec la collaboration de Charles-Antoine de Rouvre, réalisé par Patrick Volson et diffusé sur France 2, le 7 décembre 2005.

## Rôles de doublage

### Animation
- Shrek dans Shrek
- Shrek dans Shrek 2
- Shrek dans Shrek le troisième
- Shrek dans Shrek 4 : Il était une fin
- Hamm dans Toy Story
- Hamm dans Toy Story 2
- Hamm dans Toy Story 3
- Hamm dans Toy Story 4
- PT Flea dans 1 001 Pattes
- L'abominable bonhomme de neige dans Monstres et Cie
- L'abominable bonhomme de neige à Monstres Academy
- Banc de Moonfish dans Le Monde de Nemo
- Mack dans Cars
- Mack dans Cars 2
- Mack dans Cars 3
- Mustafa dans Ratatouille
- John dans WALL-E
- Tom dans Là-haut
- Fritz dans Vice-versa
- Earl dans Le Voyage d'Arlo
- Bill dans Le Monde de Dory
- Juan Ortodoncia à Coco
- Cleveland Brown dans Les Griffin (saisons 12-19)
- Oncle Max dans Le Roi lion 3
- M. Trout dans Les Boxtrolls
- Razaq dans Parvana, une enfance en Afghanistan
- M. Ellingboe dans Klaus
- Meow Meow Fuzzyface dans BoJack Horseman

### Action en direct
- Sid Garner dans Very Bad Trip
- Sid Garner dans Very Bad Trip 2
- Sid Garner dans Very Bad Trip 3
- Thomas Tipp dans Vanilla Sky
- Détective Doyle dans The Mask
- Pauly dans Darkman
- Buck Russell dans L'Oncle Buck